# Großenehrich

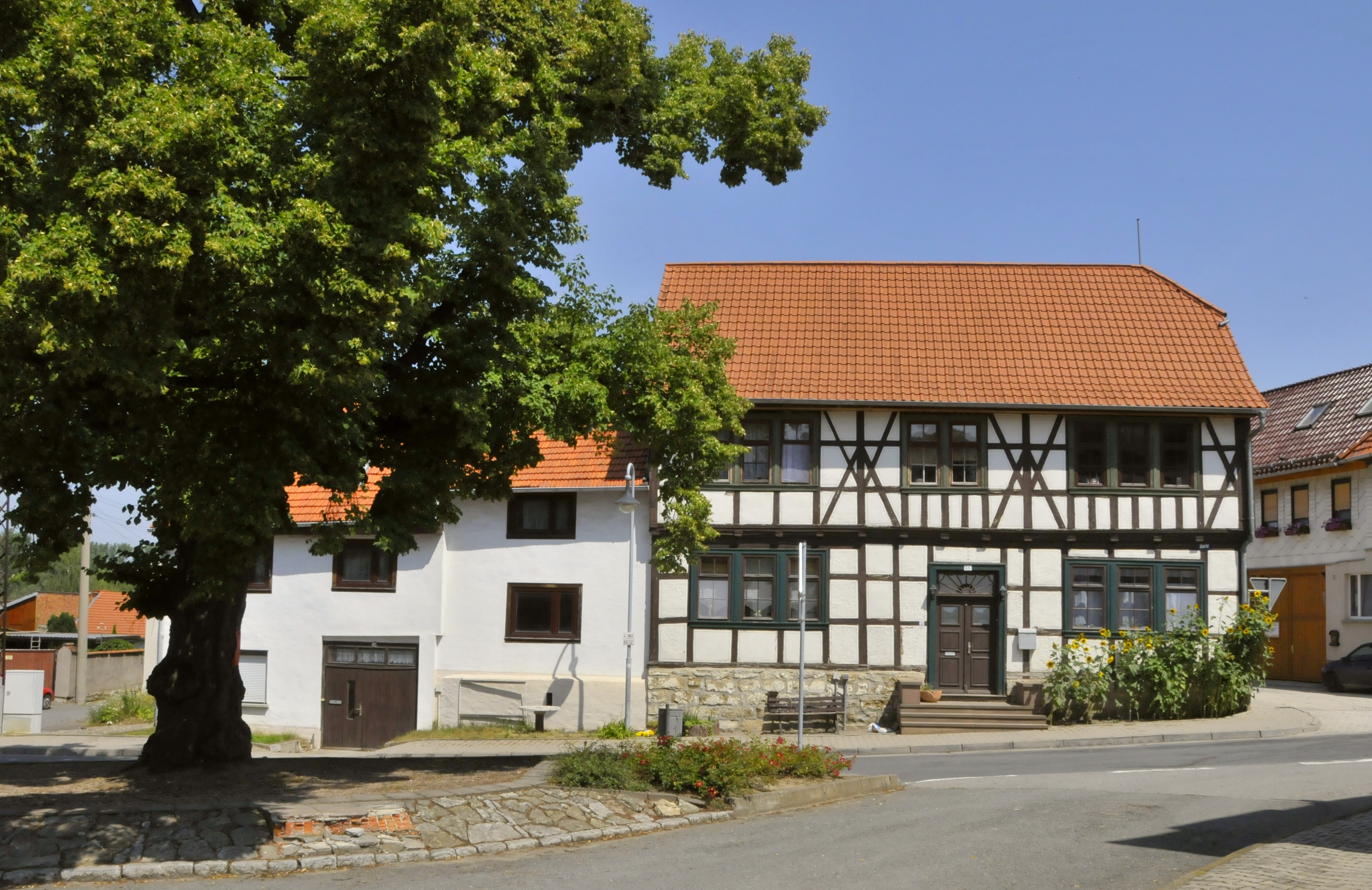
Am Anger

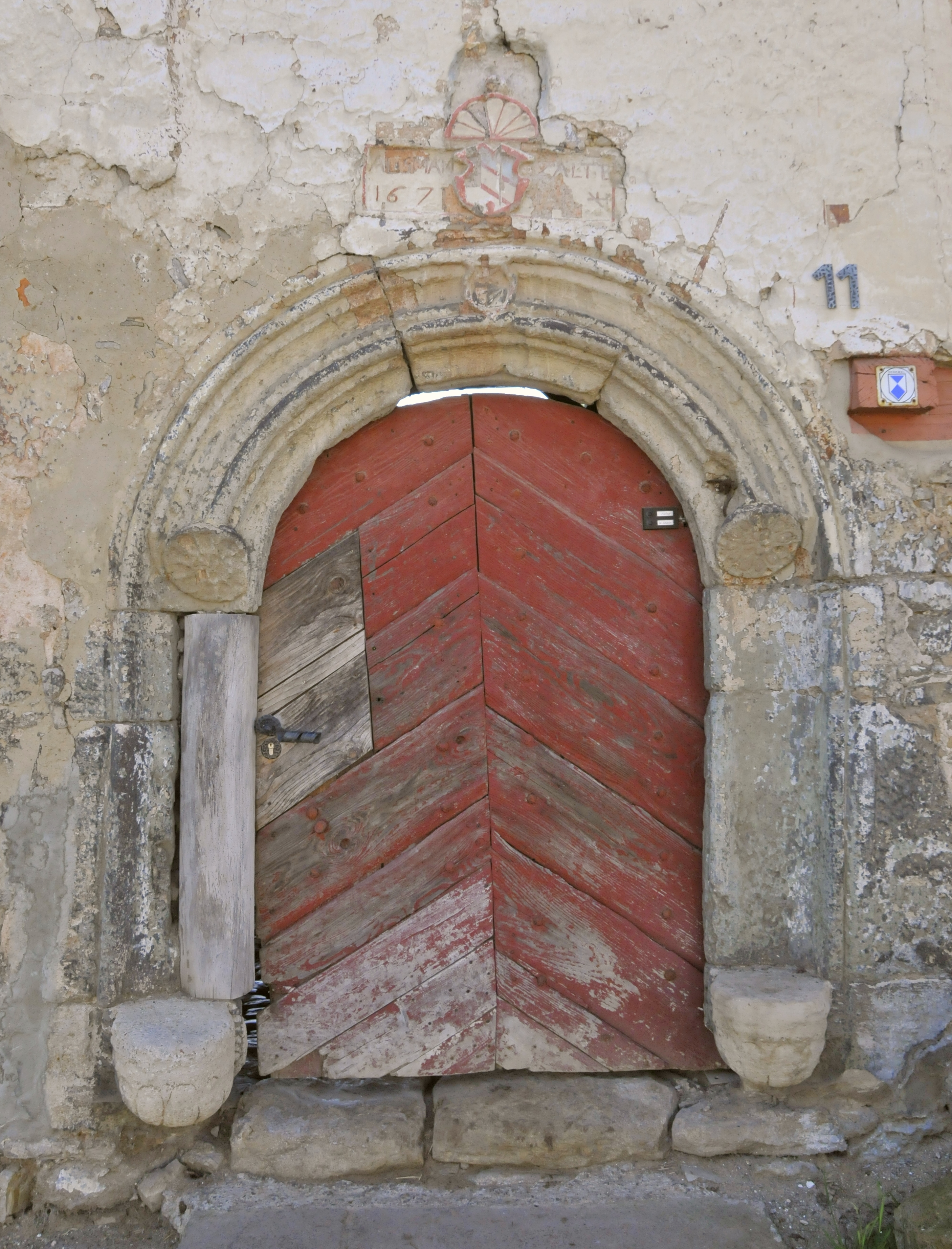
Altes Portal aus den 1670er-Jahren

Großenehrich ist ein Ortsteil der Stadt und Landgemeinde Greußen im thüringischen Kyffhäuserkreis.

## Geografie

### Lage
Geografisch liegt Großenehrich südlich der Hainleite auf Böden, die meist aus verwittertem Muschelkalk entstanden sind. Auf dem Ortsgebiet fließt zwischen Bliederstedt und Otterstedt die Helbe. An der nördlichen Bebauungsgrenze fließt der Mühlbach durch das Mühltal in östliche Richtung. Das Ackerhügelland ist aufgelockert durch Alleen, Streuobstwiesen, Hecken und Feldgehölze.

## Geschichte

### Frühe Geschichte
Die Erstbesiedlung des heutigen Ortsgebiets erfolgte durch germanische Volksstämme (Angeln und Warnen). Erstmals urkundlich erwähnt wird der Ort am 20. Januar 772 in einer Schenkungsurkunde an das Kloster Fulda. Es wird angenommen, dass der Ort „von einem Anführer der Thüringer, welche zu Beginn des 5. Jahrhunderts das Land in Besitz nahmen, gegründet und nach seinem Namen ‚Erike‘ genannt“. Der Marktplatz bildete den Kreuzungspunkt zweier Handelswege: Sachsenburg – Mühlhausen – Kassel und Erfurt – Bad Tennstedt – Sondershausen – Magdeburg. So stellte man beim Grafen von Schwarzburg einen Antrag auf Erteilung des Marktrechtes, welchem 1468 stattgegeben wurde. Zu dieser Zeit hatte der Ort ca. 480 Einwohner. Großenehrich erhielt im Jahre 1521 Stadtrecht, verfügte über Niedere Gerichtsbarkeit, eine eigene Verwaltung und eine Ringmauer mit drei Toren (Niedertor, Kapelltor, Greußener Tor). Später kam ein viertes Tor dazu, das Neutor. Die Siedlung bestand ursprünglich aus zwei Ortskernen, einem um die Kirche und einem um das Rathaus. Die in direkter Nachbarschaft befindlichen Orte Neustadt und Faula wurden aufgegeben – die Menschen siedelten sich zwischen den Ortskernen an, sodass eine geschlossene Stadt entstand. Um 1274 wurden auf Befehl Heinrichs IV. die beiden Schutzburgen zerstört und nicht wieder aufgebaut. Großenehrich blieb stets eine Ackerbürger- und Handwerkerstadt.

### Gegenwart
Am 1. Juli 1950 wurde die bis dahin eigenständige Gemeinde Wenigenehrich nach Großenehrich eingegliedert, 1996 schlossen sich Feldengel, Großenehrich, Holzengel, Kirchengel, Niederspier, Otterstedt, Rohnstedt und Westerengel zusammen. Die Verwaltungsgemeinschaft Großenehrich, der Großenehrich, Niederspier, Otterstedt und Rohnstedt angehörten, wurde gleichzeitig aufgelöst. Die neue Gemeinde war 63,34 km² groß. Seit dem 1. Dezember 2010 gehörte der Ort zur Verwaltungsgemeinschaft Greußen.
Zur Gemeinde Großenehrich gehörten zehn Ortsteile:
| Ortsteil      | Einwohner | Letzte Ortsteilbürgermeister |
| ------------- | --------- | ---------------------------- |
| Großenehrich  | 879       | Frank Faber                  |
| Bliederstedt  | 78        | Dietmar Börold               |
| Feldengel     | 257       | Maik Löbler                  |
| Holzengel     | 259       | Isolde Straube               |
| Kirchengel    | 314       | Thorsten Gottschalk          |
| Niederspier   | 404       | Katlen Simm                  |
| Otterstedt    | 214       | Marco Krause                 |
| Rohnstedt     | 183       | Kay Knobloch                 |
| Wenigenehrich | 136       | Uta Kunze                    |
| Westerengel   | 375       | Matthias Heger               |

(Stand: 1. Juli 2009)
Zum 1. Januar 2021 schlossen sich die Gemeinde Wolferschwenda sowie die Städte Greußen und Großenehrich zur neuen Stadt und Landgemeinde Greußen zusammen.

### Einwohnerentwicklung
Entwicklung der Einwohnerzahl (31. Dezember):
| - 1996: 3045 - 1997: 3059 - 1998: 3038 - 1999: 3042 - 2000: 3061 - 2001: 3054 - 2002: 3002 | - 2003: 2994 - 2004: 2950 - 2005: 2890 - 2006: 2811 - 2007: 2805 - 2008: 2738 - 2009: 2692 | - 2010: 2634 - 2011: 2549 - 2012: 2554 - 2013: 2482 - 2014: 2446 - 2015: 2430 - 2016: 2406 | - 2017: 2356 - 2018: 2325 - 2019: 2299 - 2020: 2321 |

Datenquelle: Thüringer Landesamt für Statistik

## Politik

### Gemeinderat

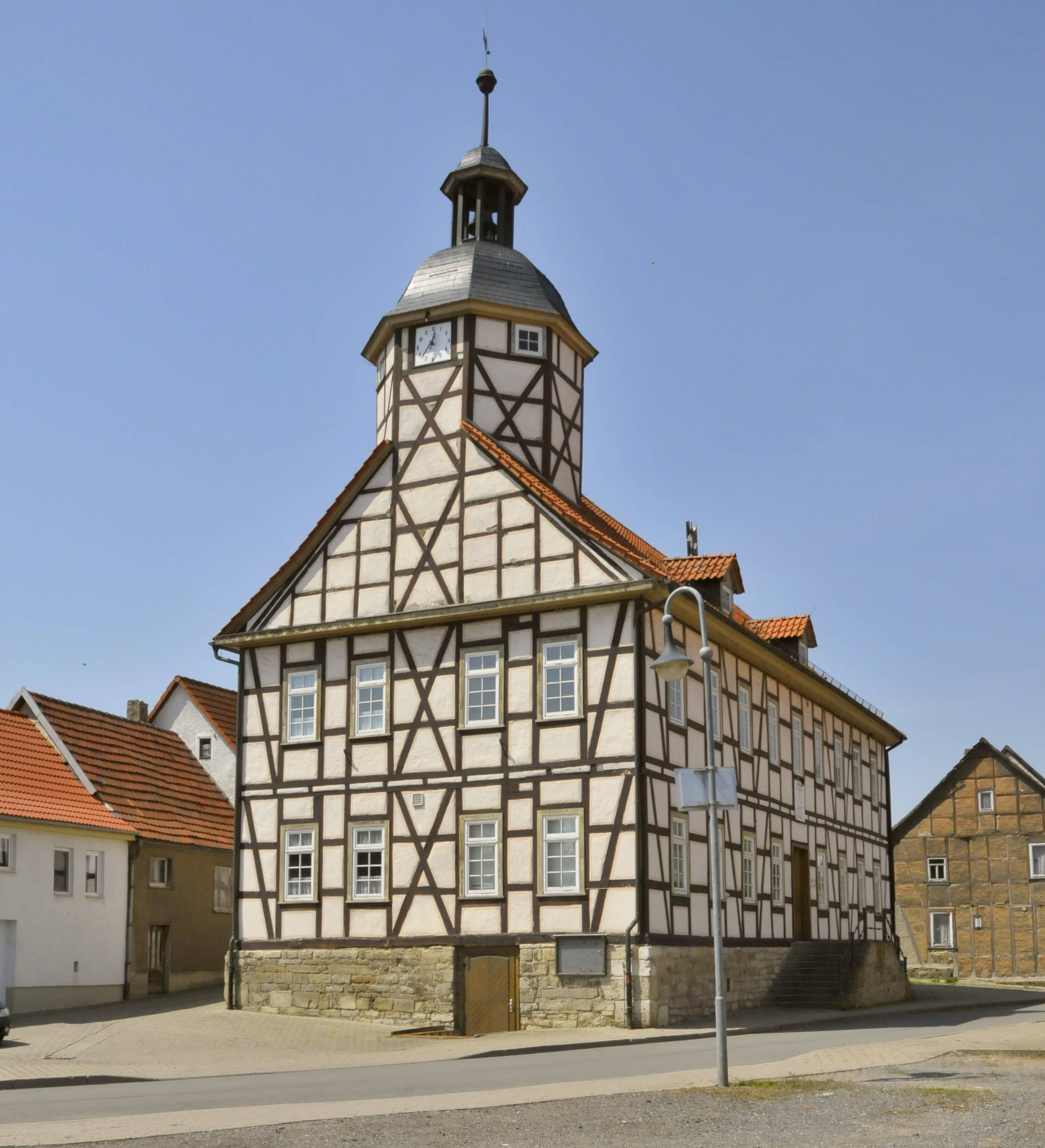
Rathaus

Der Gemeinderat bestand aus 14 Ratsmitgliedern. Bei der Kommunalwahl am 26. Mai 2019 führte das Ergebnis zu folgender Sitzverteilung:
| Partei / Liste                       | Stimmenanteil | Sitze |
| CDU/CDU WG                           | 36,1 %        | 5     |
| Die Linke-oL                         | 04,7 %        | 1     |
| BI Kirchengel                        | 32,6 %        | 4     |
| Parteilos für GE und seine Ortsteile | 26,5 %        | 4     |

### Bürgermeister
Letzter Bürgermeister der Gemeinde war Kay Knobloch (Bürgerinitiative Kirchengel). Er wurde am 17. März 2019 gewählt.

### Stadtwappen
Blasonierung: „In Silber ein in Felle gekleideter bärtiger Mann, auf dem linken Arm ein rotes Buch, auf dem ein silbernes Lamm ruht, mit der Rechten auf das Lamm zeigend; zu seinen Füßen ein kleiner blauer Schild, darin ein goldener Löwe.“
Das Wappen entstammt dem ältesten Siegel von 1562 und zeigt Johannes den Täufer, ursprünglich in der Linken ein Lamm mit Doppelkreuz, in der Rechten eine Fahne haltend. Die Umschrift lautete: SIGILLVM OPPIDANORVM IN EHRICH MAIORIS. Johannes war der ursprüngliche Kirchenpatron von Großenehrich, dessen Kirchensiegel in das Wappen übernommen wurde. Der Löwenschild ist der der Grafen von Schwarzburg.

## Kultur und Sehenswürdigkeiten
- Rathaus von Großenehrich

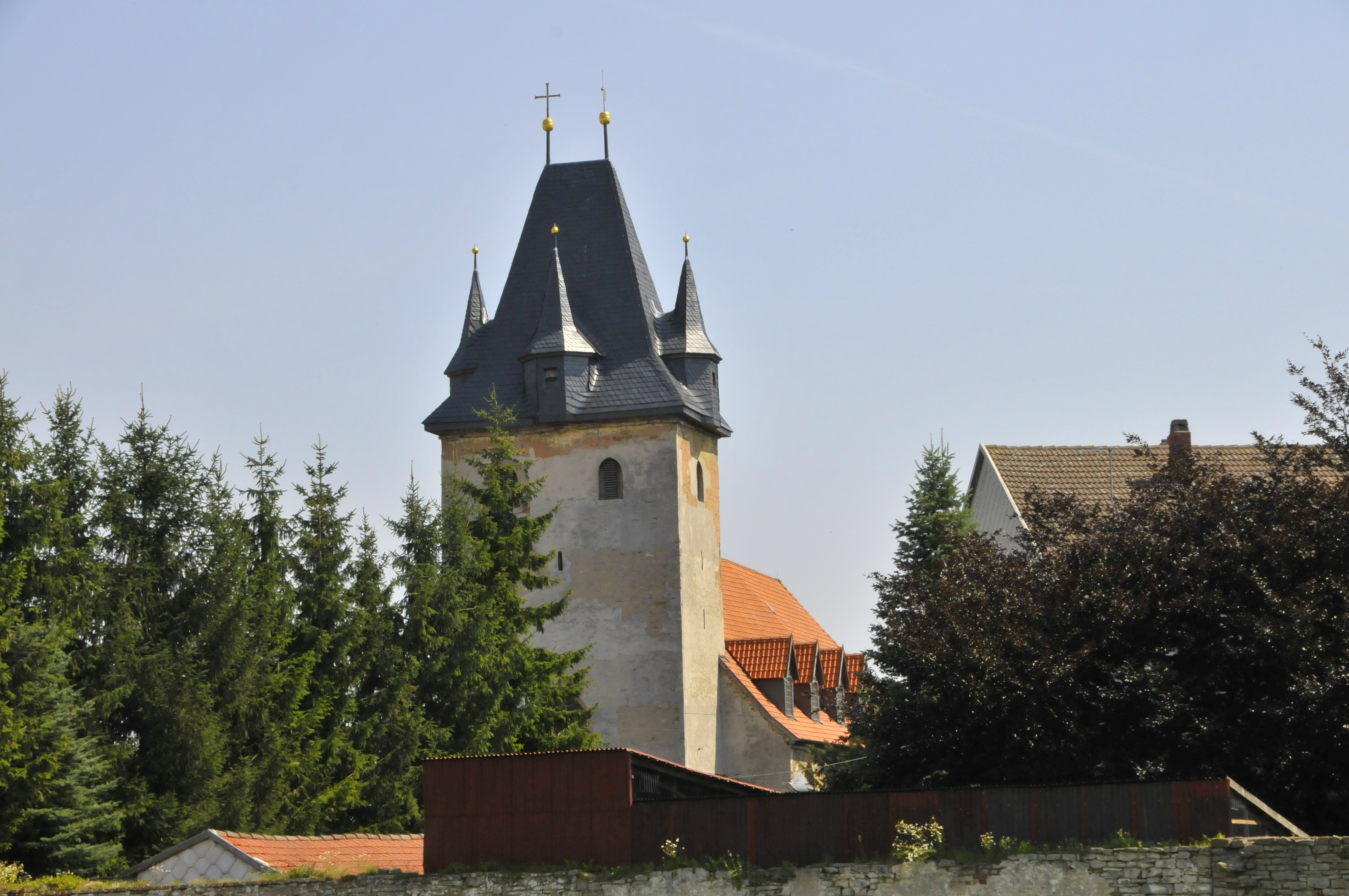
Stadtkirche

- Stadtkirche St. Crucis in Großenehrich

## Verkehr
In Großenehrich gab es einen Haltepunkt der Greußen-Ebeleben-Keulaer Eisenbahn.

## Söhne und Töchter des Ortes
- Heinrich Nikolaus Gerber (1702–1775), Komponist und Organist
- Gabriel Christoph Benjamin Mosche (1723–1791), Theologe[7]
- Wilhelm Bohnhardt (1808–1863), Landtagsabgeordneter
- Heinrich Barthel (1814–1894), Landtagsabgeordneter
- Heinrich Kreipe (1895–1976), Generalmajor im Zweiten Weltkrieg